# Luzula acuminata
Luzula acuminata är en tågväxtart som beskrevs av Constantine Samuel Rafinesque. Luzula acuminata ingår i Frylesläktet som ingår i familjen tågväxter. Inga underarter finns listade i Catalogue of Life.

## Bildgalleri

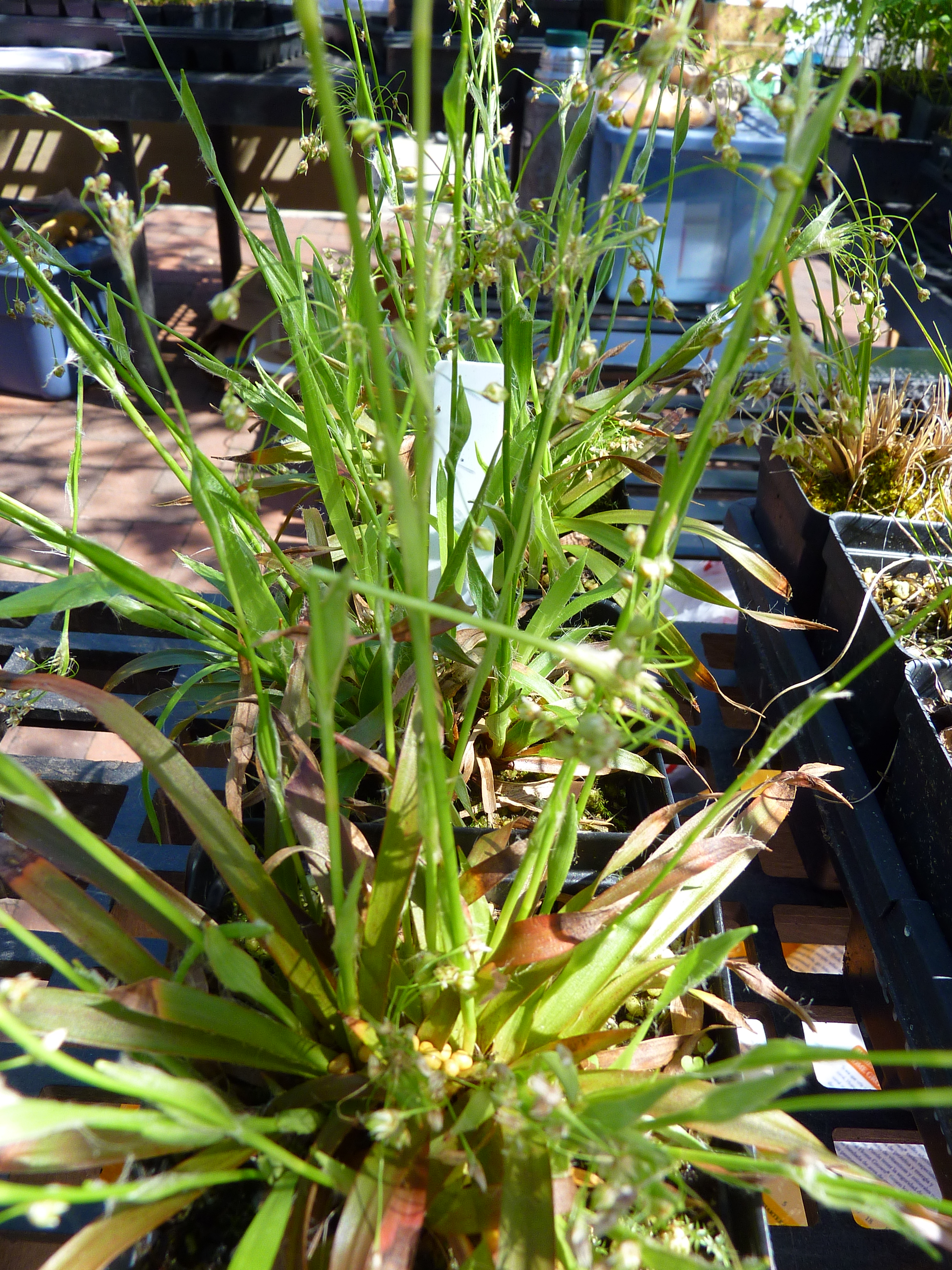